# 遠津山岬多良斯神
遠津山岬多良斯神（トオツヤマサキタラシ、歴史的仮名遣：トホツヤマサキタラシ）は、日本神話に登場する神。

## 概要
『古事記』にのみ登場する神で、十七世神（とおまりななよのかみ）の最後の神。初代八島士奴美神の14世孫にあたる。名称は他に遠津山岬帯神とも表記される。
「遠津」は「遠方の」、「山岬」は「山の崎」、「多良斯」は「足らし」で、名義は「遠方の山の崎が満ち足りていること」と考えられる。まず「遠津」は母方の遠津待根神から承けたもので、「山岬」は山の先端を指し、そこは台地であり、山からの水が台地を潤すため穀倉地帯を形成する。「多良斯」は充足を意味し、これによって上記のような名義と解される。

## 系譜

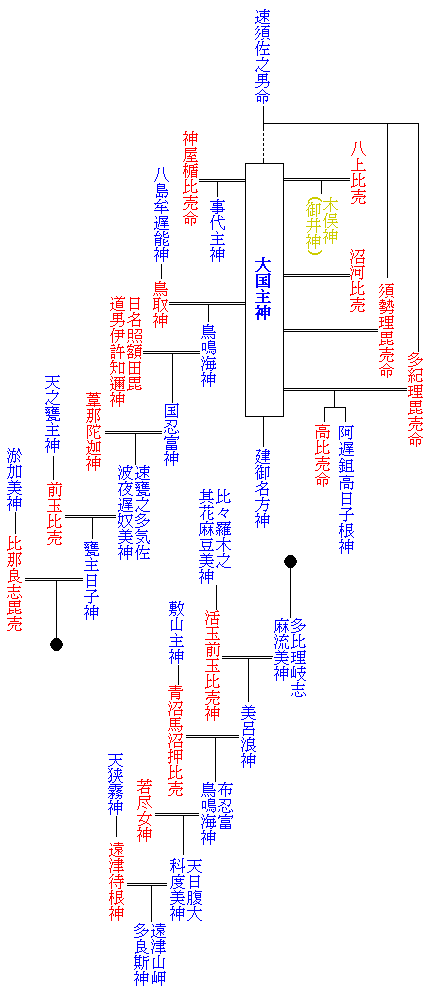
大国主の系図（『古事記』による）。青は男神、赤は女神、黄は性別不詳

大国主神の8世孫にあたる天日腹大科度美神が、天之狭霧神の娘である遠津待根神を娶って生んだ神。十七世神の最後であり、古事記にこれ以降の系譜の記述はない。

## 祀る神社
- 鳴海杻神社 （愛知県犬山市羽黒成海郷） - 主祭神
- 山岬神社（島根県雲南市大東町中湯石） - 祭神  - 日原神社の境内社。
- 神足神社（京都府長岡京市東神足）  - 現在の祭神は天神足命だが、本居宣長は本来の祭神を遠山岬多良斯津神とする。